# حكاية من الزمن الصعب (مسلسل)
حكاية من الزمن الصعب هو مسلسل تلفزيوني عراقي عرض في عام 1997 .

## الممثلون
- عبد الستار البصري
- وفاء حسين
- بهجت الجبوري
- مطشر السوداني
- أنعام الربيعي
- فوزية حسن
- مقداد عبد الرضا